# Chrysocale plebeja
Chrysocale plebeja är en fjärilsart som beskrevs av Herrich-Schäffer 1853. Chrysocale plebeja ingår i släktet Chrysocale och familjen björnspinnare. Inga underarter finns listade i Catalogue of Life.